# 이득수
이득수(李得洙, I Deug-su, 1938년 1월 24일 ~ 2004년 2월 12일)는 한국의 중세문헌학자이다. 이탈리아 시에나 대학 교수를 역임하였다.

## 학력
- 동래고등학교 졸업
- 1966년 한국외국어대학교 이탈리아어과 입학 (6개월 재학)[1]
- 1967년 이탈리아 유학, 페루자 대학 입학
- 1971년 페루자 대학에서 중세라틴문헌학 박사학위 취득 (지도교수 클라우디오 레오나르디)[2]

## 경력
- 1973년 페루자 대학 계약조교 (5년제)
- 1974년 레체 대학 중세문헌학 교수
- 1977년 시에나 대학 중세문헌학 교수
- 1985년 시에나 대학 정교수(종신교수)

## 수상
- 2002년 KBS 해외교포상 수상